# Dilució (química)
En química, la dilució és la reducció de la concentració d'una substància química en una dissolució.

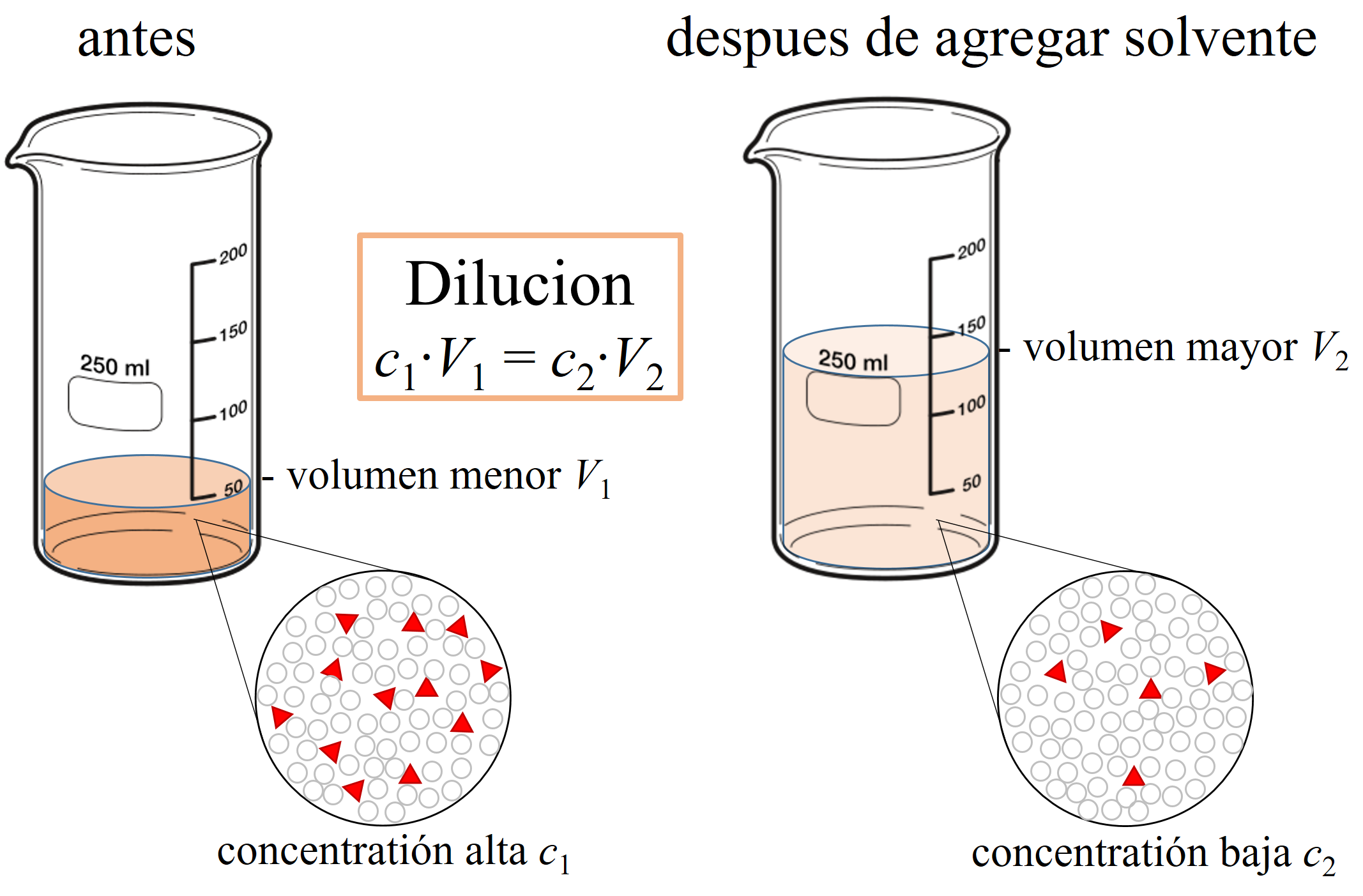
Diluir una dissolució augmenta el seu volum i redueix la concentració del solut.

La dilució consisteix a reduir la quantitat de solut per unitat de volum d'una dissolució. S'aconsegueix afegint una major quantitat de dissolvent a la mateixa quantitat solut: s'agafa una petita part d'una solució alíquota i després a aquesta se l'introdueix més dissolvent.
Això es dedueix en adonar-se que la dissolució tant al principi com al final té la mateixa quantitat de mols i, per definició, mol (m) és:
{\displaystyle m=C_{1}\times V_{1}}
Això es dedueix a partir de la concentració molar (M):
{\displaystyle M={\frac {n}{V}}}
Sota aquest pensament (que la quantitat de mols inicials serà igual a la quantitat de mols finals), podem deduir:
{\displaystyle m_{inicial}=C_{inicial}\times V_{inicial}}
{\displaystyle m_{final}=C_{final}\times V_{final}}
Però tenint en compte: ⁣
{\displaystyle m_{inicial}=m_{final}}
Per tant:
{\displaystyle C_{inicial}\times V_{inicial}=C_{final}\times V_{final}}
On:
{\displaystyle C_{inicial}=} Concentració inicial en mols per litre.
{\displaystyle V_{inicial}=} Volum inicial de la dissolució.
{\displaystyle C_{final}=} Concentració final en mols per litre.
{\displaystyle V_{final}=} Volum final de la dissolució.
Per exemple, en agafar un mil·lilitre de H2SO4 (àcid sulfúric) amb una concentració d'1 molar (un mol d'una substància per litre), i dissoldre'l en 99 ml d'aigua destil·lada, es realitza una dilució 1/100 o u a cent. La concentració final serà de 0,01 molar.
{\displaystyle 1Molar_{inicial}\times 1mL_{inicial}=XMolar_{final}\times 100mL_{final}}
Es dedueix:
{\displaystyle XMolar_{final}={\frac {1Molar_{inicial}\times 1mL_{inicial}}{100mL_{final}}}}
{\displaystyle X=0.01Molar_{final}}